# Aporobopyrus retrorsa
Aporobopyrus retrorsa is een pissebed uit de familie Bopyridae. De wetenschappelijke naam van de soort werd voor het eerst geldig gepubliceerd in 1910 door Harriet Richardson.